# Маріїнська міська лікарня (Нахічевань-на-Дону)
Маріїнська міська лікарня — комплекс будівель, створених в кінці XIX — на початку XX століття в Нахічевані-на-Дону (нині — Пролетарський район Ростова-на-Дону). До XXI століття будови збереглися частково. Сучасна адреса будівлі: вулиця 14-я лінія, 63, літер Б. Рішення про найменування лікарні Маріїнської було прийнято Нахічеванською думою в 1888 році.

## Історія
В 1877—1978 роках в Нахічевані-на-Дону була відкрита Маріїнська міська лікарня. Будинок для потреб міської лікарні надав купець Іван Попов. Будівля була невеликих розмірів, в зв'язку з цим забезпечення роботи абсолютно всіх лікарняних відділень було неможливим.

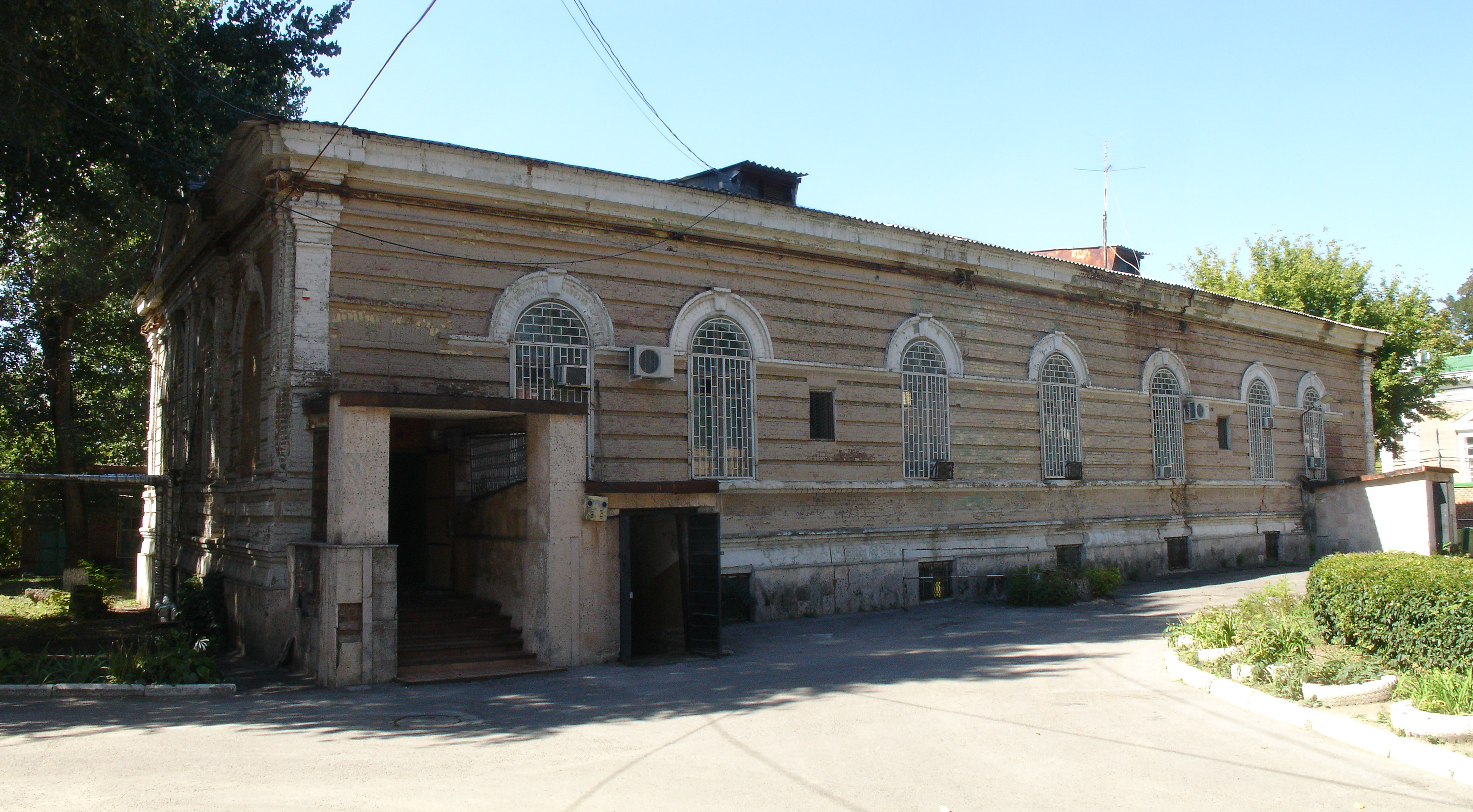
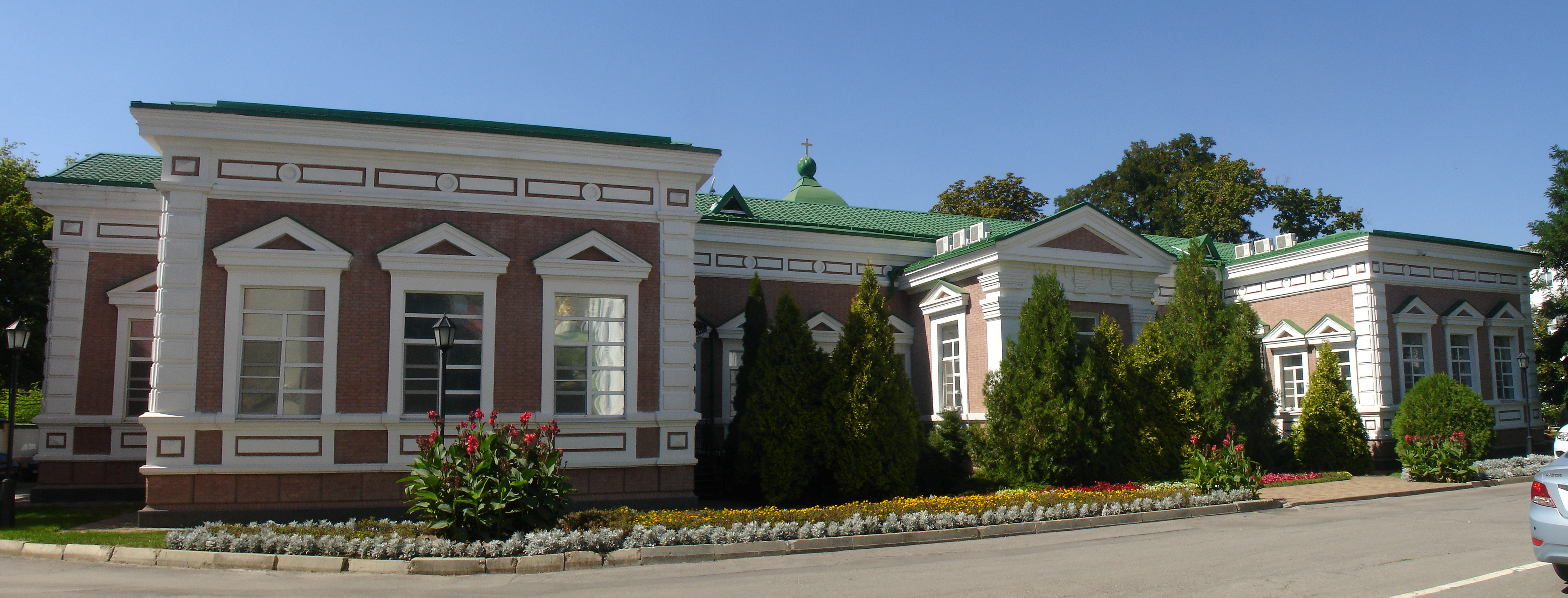
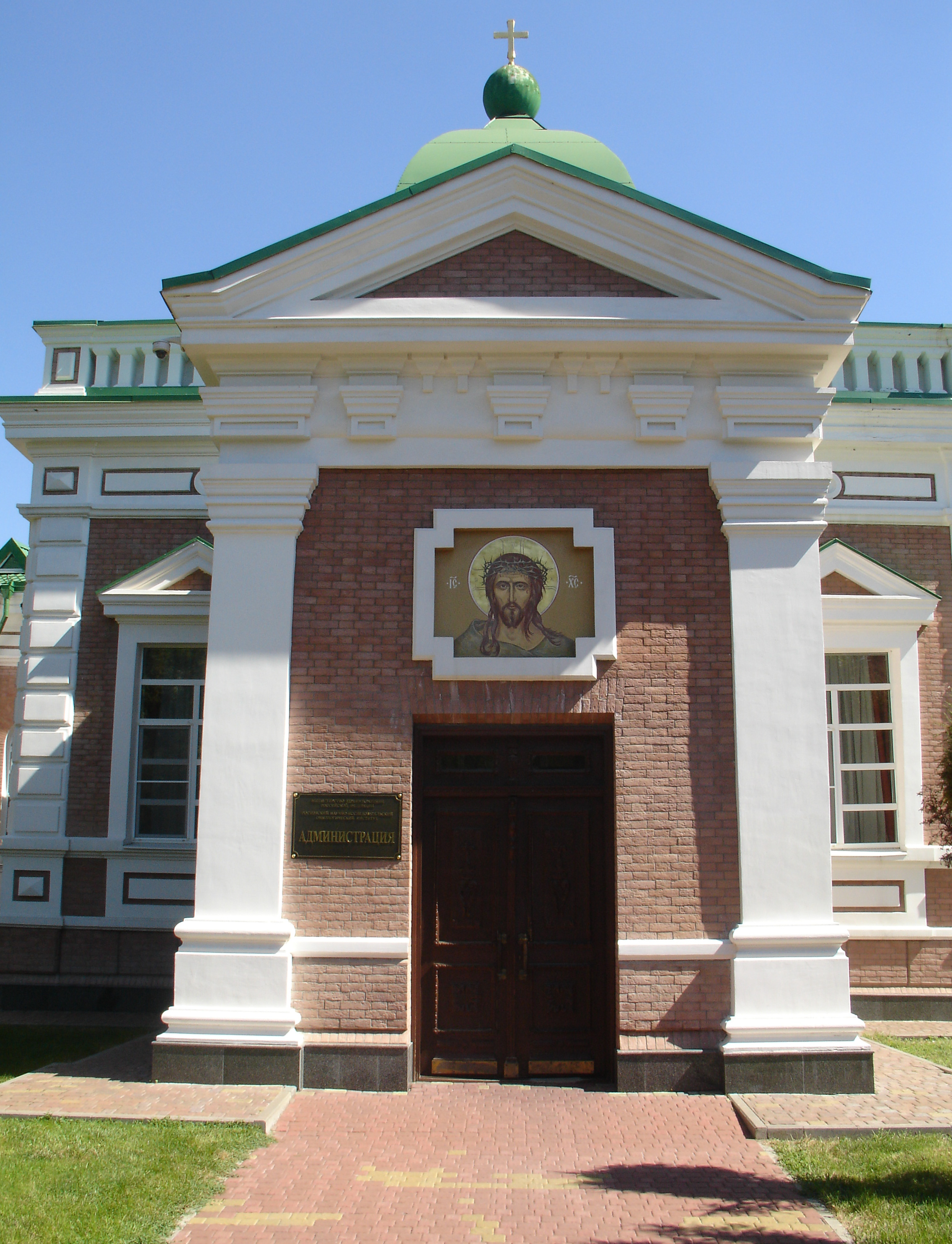
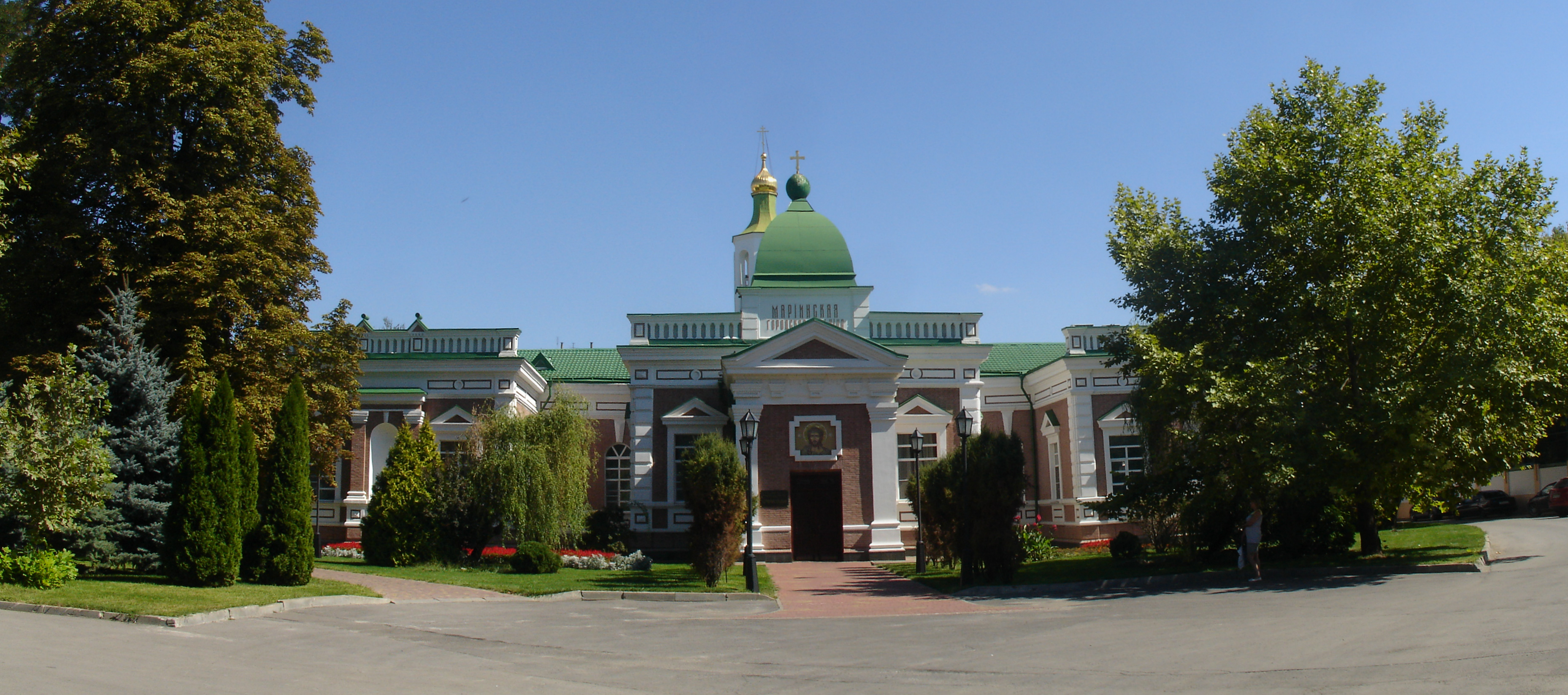

У 1892 році відкрився головний корпус нової лікарні, а через 6 років розпочався прийом хворих ще в одному відділенні — інфекційному. Для побудови дитячого відділення Маріїнської міської лікарні свою допомогу запропонував спадковий почесний громадянин Нахічевані — Кирило Попов. Влітку 1902 року його пропозиція була прийнята міською владою і почалися будівельні роботи. Однак незабаром ситуація змінилася. 6 листопада 1904 року міський голова Нахічевані отримав лист від міського голови Ростова-на-Дону з інформацією про відсутність у них в місті пологового відділення. Цей факт дуже погано впливав на стан породіль та немовлят. Міською управою було вирішено пристосувати будівлю, будівництво якої якраз тривало, для потреб не дитячого, а пологового відділення. Кирило Попов, який фінансував будівництво, був з цим повністю згоден. Для облаштування пологового відділення виділили південну частину будівлі. Перші пацієнти були прийняті тут в жовтні 1905 року. Але специфічна організація робочого процесу в лікарні призвела до того, що в пологовому відділенні приймали не тільки породіль, а й лікували інших дорослих пацієнтів, так як місць в лікарні не вистачало. Ідея про створення окремого пологового відділення продовжувала існувати. Для її реалізації Кирило Попов знову надав фінансову допомогу, пожертвувавши гроші в розмірі 24 тисяч рублів. Станом на 1913 рік, пологовий притулок вже функціонував.
До XXI століття збереглися не всі будівлі Маріїнської міської лікарні. Залишився головний корпус і павільйон, у якому знаходилося пологове відділення з самого початку. В існуючих архітектурних об'єктах відбулась втрата елементів фасаду та частини інтер'єрів. Сучасна конструкція даху відрізняється від початкової, це ж можна сказати і про конструкції дверей з боку парадного і службового входів. Зараз в цій будівлі знаходиться станція переливання крові. Комплекс будівель, який складається з павільйону К. М. Попова та головного корпусу Маріїнської міської лікарні, відноситься до об'єктів культурної спадщини регіонального значення в Ростові-на-Дону.